# 萨尔瓦多·德·马达里亚加
萨尔瓦多·德·马达里亚加·伊·罗霍（西班牙語：Salvador de Madariaga y Rojo，1886年7月23日—1978年12月14日），是西班牙的外交官和作家，曾担任國際自由聯盟主席。西班牙内战开始流亡海外，积极反对弗朗西斯科·佛朗哥独裁、苏联共产主义。弗朗西斯科·佛朗哥去世后才回到西班牙。

## 生平
1886年，出生。
1916年，移居伦敦，任《泰晤士报》记者。
1931年，任驻美国大使。
1932年，任驻法国大使。
1933年，任教育及司法部长。
1936年，流亡英国。
1976年，弗朗西斯科·佛朗哥去世，回国。
1978年，去世。

## 著作
- 《阅读吉诃德指导》(1926年)
- 《英国西班牙散文集》(1922年)
- 《当代文学肖像》（1924年）
- 《莎士比亚的哈姆雷特》(1940年)